# کوه گروس
کوه گروس (انگلیسی: Grouse Mountain) یکی از کوه‌های ساحلی شمالی رشته‌های اقیانوس آرام در شهرداری ناحیه نورت ونکوور، بریتیش کلمبیا، کانادا است. این کوه با حداکثر ارتفاع بیش از ۱۲۰۰ متر (۴۱۰۰ فوت) در قله خود، محل یک منطقه اسکی آلپاین، استراحتگاه اسکی، مشرف به مترو ونکوور است. دارای چهار تله‌سی‌یژ که ۳۳ مسیر را سرویس می‌دهد. در تابستان، استراحتگاه کوه گروس دارای نمایش‌های چوب‌بری، نمایش پرندگان شکاری «پرندگان در حرکت»، سواری خوش‌منظره با صندلی، گلف دیسکی، دوچرخه‌سواری در کوهستان، زیپ لاین، پاراگلایدر پشت سر هم، تور هلیکوپتر، و پیاده‌روی با راهنما است. عملیات در طول سال شامل یک تئاتر ۱۰۰ صندلی در بالای کوه و یک پناهگاه ذخیره‌گاه طبیعی است. این کوه دارای دو ترن هوایی است که با نام رسمی اسکای‌ترین شناخته می‌شود. اسکای‌ترین آبی عمدتاً برای حمل و نقل بار استفاده می‌شود، در حالی که دسترسی عمومی به قله کوه توسط گارونتا اسکای‌ترین قرمز ساخت سوئیس فراهم می‌شود که حداکثر ظرفیت ۱۰۱ مسافر (۹۶ در تابستان) را دارد. دسترسی تابستانی نیز از طریق مسیر پیاده‌روی ۲٫۹ کیلومتری آسیاب گروس فراهم می‌شود که از ماه مه تا اکتبر برای پیاده‌روی باز است.